# 崔麟 (足球运动员)
崔琳（1997年10月26日—），男，中国足球运动员，2024年時效力于中国足球超级联赛的上海申花足球俱乐部。 

## 生平
崔林于2013年转会至葡萄牙足球錦標聯賽球队洛里什體育會。  2016年夏天，他成為一线队球員。 2016年8月28日，他首次代表球隊出场，而且在球隊客场2-1战胜皇家体育会的比赛中打满全场 。2017年2月19日，他在客场5-1战胜法比爾體育會的比赛中打进了他效力於洛里什體育會期間的第一個进球。 